# Eter Askilaszwili
Eter Askilaszwili (gruz. ეთერ ასკილაშვილი; ur. 18 października 2003) – gruzińska judoczka. Olimpijka z Paryża 2024, gdzie zajęła siedemnaste miejsce w wadze półśredniej.
Uczestniczka mistrzostw świata w 2023, 2024 i 2025, a także zdobyła dwa medale w drużynie. Startowała w Pucharze Świata w 2022 i 2025. Pierwsza na igrzyskach europejskich w 2023 w drużynie.

## Letnie Igrzyska Olimpijskie 2024
| Konkurencja | Eliminacje            | Klas. końcowa |
| Konkurencja | Przeciwnik I          | Miejsce       |
| ----------- | --------------------- | ------------- |
| 63 kg       | Andreja Leški (SLO) P | 17.           |